# Tredington (Warwickshire)
Tredington – wieś w Anglii, w hrabstwie Warwickshire, w dystrykcie Stratford-on-Avon. Leży 22 km na południe od miasta Warwick i 122 km na północny zachód od Londynu.